# 第聶伯羅魯德內
第聶伯羅魯德內（烏克蘭語：Дніпрорудне，羅馬化：Dniprorudne，發音：[d⁽ʲ⁾n⁽ʲ⁾iproˈrudne]），又按俄语名译为第聂伯罗鲁德诺耶，是乌克兰扎波羅熱州瓦西里夫卡區第聂伯罗鲁德内市镇内的城市及该市镇的行政中心。該市距離州府扎波罗热54公里，始建於1961年，面積7.43平方公里，海拔高度74米，2022年人口数量为17,736人。2022年3月，該市被俄羅斯控制。

## 图集

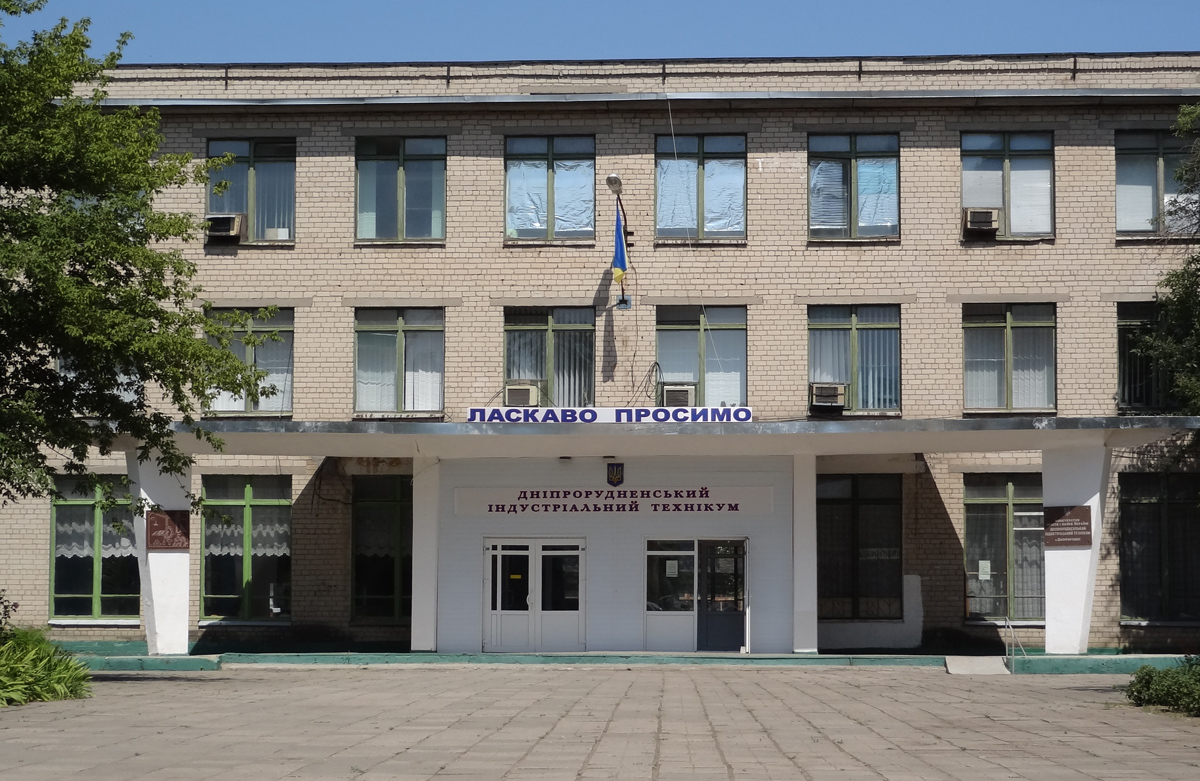
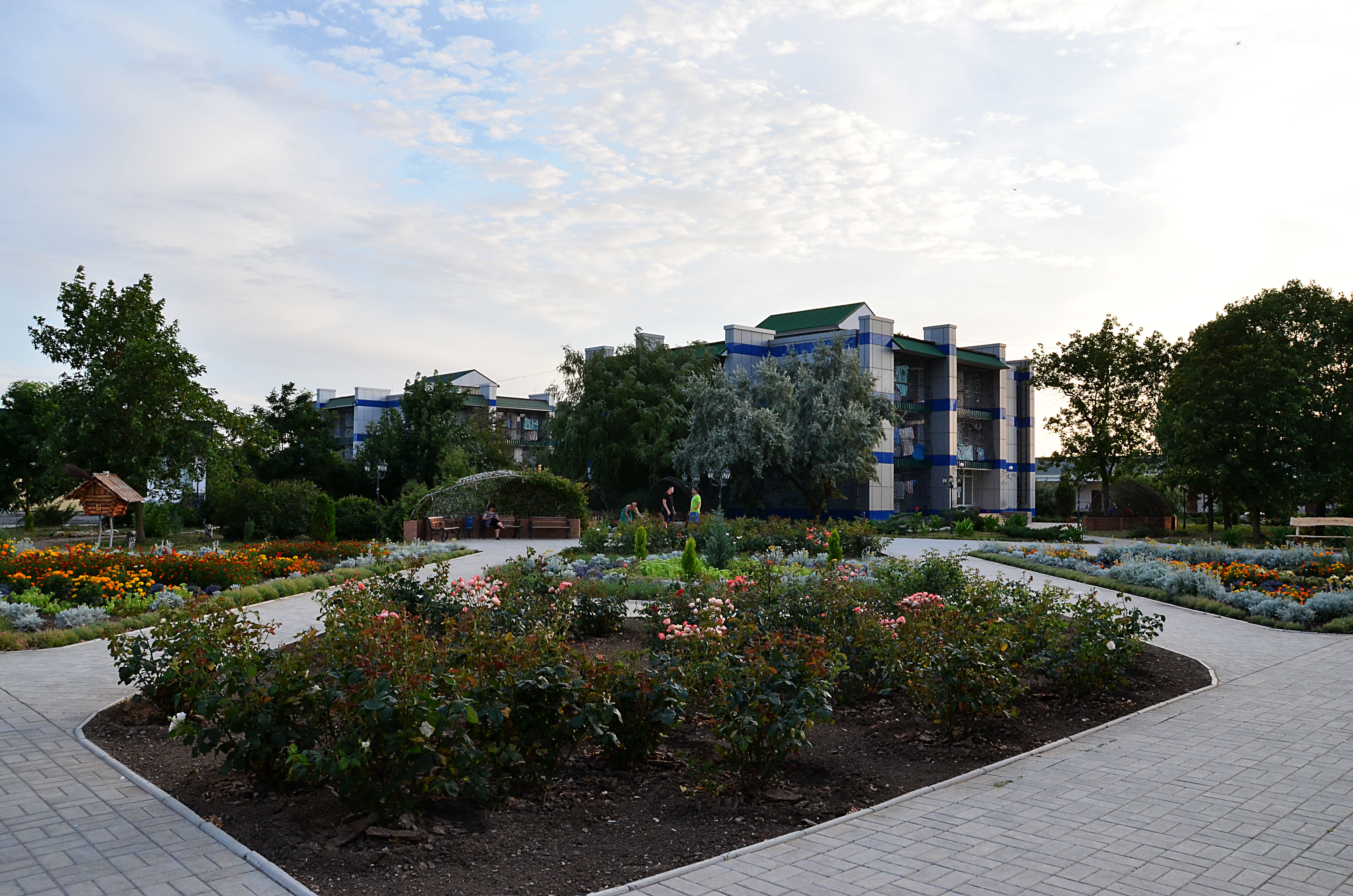